# Gbaya
I Gbaya sono un popolo dell'Africa centrale che vivono nell'ovest della Repubblica Centrafricana e nel Camerun centro-orientale. L'80 % vive nella Repubblica Centrafricana ed il 20 % nel Camerun.

## Etnonimia
Secondo le fonti ed i contesti, vengono denominati in vari modi: Baja, Baya, Bayas, Beya, Bwaka, Gbaja, Gbaya Bodomo, Gbaya Bokoto, Gbaya Bouli, Gbaya Dooka, Gbaya Kaka, Gbaya Kara, Gbaya Lai, Gbayas, Gbaya Yaiyuwe, Gbea, Gbeya, Igbaka, Igbaya.

## Popolazione
Il numero di Gbaya era stimato superiore ai 1 200 000 individui negli Anni 1980..

## Lingue
I Gbaya parlano differenti dialetti della lingua gbaya, il cui numero di locutori è stimato intorno a 877 000.

## Religioni
Il 20 % dei Gbaya soni musulmani. La loro conversione all'islam data dell'inizio del XIX secolo, quando i Fulani e gli Hausa svilupparono relazioni commerciali con loro. 

## Discografia
- Centrafrique : musique Gbáyá, chants à penser (Vincent Dehoux, collecteur; enregistrements en 1977), Radio-France, Harmonia Mundi, 1992, CD (51') + brochure
- Centrafrique : musique pour sanza en pays Gbaya (Vincent Dehoux, collecteur), Archives internationales de musique populaire, Musée d'ethnographie de Genève; VDE-Gallo, Lausanne, 1993, CD (69') + brochure)

## Filmografia
- Garçons et filles : rites de passage chez les Gbayas, film documentario realizzato da Michel Brunet, CNRS images, Meudon, 2011, 27 min (DVD) ; girato nel 1962
- Les enfants de la danse, film documentario realizzato da Simha Arom e Geneviève Dournon-Taurelle, CNRS Audiovisuel, Meudon, 1970, 10 min 35 s (VHS) ; girato nel 1966
- Le jugement entre Gnongoro et Sofine, film documentario realizzato da Paulette Roulon-Doko, (realizzazione: Arghyro Paouri, voce fuori campo e musiche Gangan Doko), CNRS, Cultures, langues, textes, Villejuif, 2008, 16 min 53 s (DVD)
- L'ethnie Gbaya 'bodoe de Centrafrique à travers le double regard d'une ethnolinguiste (vidéo d'un incontro con Paulette Roulon-Doko il 17 dicembre 2003 alla Maison des Sciences de l'Homme de Paris)